# Protognathia bathypelagica
Protognathia bathypelagica är en kräftdjursart som först beskrevs av Schultz 1977.  Protognathia bathypelagica ingår i släktet Protognathia och familjen Protognathiidae. Inga underarter finns listade i Catalogue of Life.